# Haplostichanthus stellatus
Haplostichanthus stellatus är en kirimojaväxtart som beskrevs av E.C.H.van Heusden. Haplostichanthus stellatus ingår i släktet Haplostichanthus och familjen kirimojaväxter. Inga underarter finns listade i Catalogue of Life.